# マザー (藍坊主の曲)
「マザー」は、日本のバンド藍坊主の8枚目のシングルである。2008年11月12日発売。発売元はトイズファクトリー。

## 概要
- 前作から8ヶ月ぶりとなるシングル。
- CD-EXTRA仕様で「マザー」のPVを収録。

## 収録曲
1. マザー(5:37)
作詞・作曲：佐々木健太
  - 初めて5分を超えたシングル曲。
2. オセロ(4:19) 
作詞・作曲：藤森真一

## 収録アルバム
- オリジナル『ミズカネ』（2010年2月17日）